# 212500 Robertojoppolo
212500 Robertojoppolo este o planetă minoră (asteroid), cu un diametru de 3,052 km, din centura de asteroizi. A fost descoperită pe 4 septembrie 2006 la Borbona de Vincenzo Silvano Casulli⁠(d). 
Obiectul prezintă o orbită caracterizată de o semiaxă mare de 2,6365947924608 UAi, o excentricitate de 0,19, o înclinație de 7,9 ° în raport cu ecliptica.